# برونو باربييري
برونو باربييري (بالإيطالية: Bruno Barbieri)‏ (و. 1918 – 1973 م) هو لاعب كرة قدم، من إيطاليا، يلعب كلاعب وسط، توفي في جنوة، عن عمر يناهز 55 عاماً.